# Враждебненски езера
Враждебненските езера са група от 10 езера, разположени до квартал Враждебна. 7 от езерата се намират северно от кв. Враждебна, като от тях 4 са баластриери, 2 са малки и почти пресъхнали, а едно, наречено „Седмиците“ (777) е езеро за спортен риболов. Останалите 3 езера са южно от махала Батареята. Най-голямо от езерата е Голямото Враждебненско езеро (Петмогилско езеро, баластриера „Пет могили“) с площ 96 ха, то е образувано след наводненията през 2005 г. на територията на две баластриери. Намира се в близост до Чепинско шосе, веднага след кв. Малашевци. Баластриера „Враждебна“ (извън границите на летище София) е закрита официално през 1992 г. Маловодието също е съществен проблем за някои от езерата. Обилното обрастване и затлачването на многобройните по-плитки езерца в района на Враждебна ги превърна в недостъпни блата и те постепенно излязоха от полезрението на въдичарите. Кефалът все още отстоява мястото си в езерата зад ТЕЦ София-Изток и донякъде във водоемите край аерогарата откъм Враждебна. По тези места се срещат и трофейни кефали, но те са толкова трудно уловими, че успехът е гаранция за висше риболовно майсторство. Традиционно дребен е уклеят на водоемите край Враждебна и край ТЕЦ София-Изток.